# Крвави марш
Крвави марш или Марш смрти су устаљени називи за одмазду Немаца над грађанима Шапца која је започела 24. септембра 1941. године за време Другог светског рата.

## Позадина
Церски четнички одред под командом Драгослава Рачића напао је Немце у Шапцу 22. септембра 1941. године. Током 23. септембра борбе између четника и Немаца су добиле на интензитету, после којих су обе стране имале знатне губитке. Немцима у Шапцу је пристигло појачање 24. септембра, када је реку Саву прешла ојачана 342. немачка дивизије праћена хрватским јединицима. Четници Драгослава Рачића се истог дана повлаче под борбом према планини Цер. Због напада на Шабац, а и због губитака које су Немци претрпели у борбама са четницима, генерал Франц Беме је још 23. септембра издао наредбу која гласи: 
24. септембра 342. дивизија има на препад да покупи у Шапцу све мушкарце између 14 и 70 година и да их пребаци у концентрациони логор, који ће дивизија подићи северно од реке Саве.

## Чишћење Шапца
Штаб немачке 342. пешадијска дивизија одредио је за ову акције 698. пешадијски пук, трећи дивизион 342. артиљеријског пука, једна чета 342. пионирског батаљона, једна чета противтенковског батаљона и једна чета Хрвата. Поред ових јединица, у акцији чишћења Шапца учествовао је и 2. батаљон 750. пешадијског пука и немачка полицијска чета. 24. септембра 1941. године је становништво Шапца преко добошара обавештено о наређењу да се сви мушкарци између 14 и 70 година окупе ради пријављивања окупационим властима. Ко не дође и не пријави се - биће убијен као одметник. У 15 часова почело је окупљање на назначанима местима. У то време немачки војници у пратњи Хрвата, фолксдојчера и белогардејаца почели су да врше претрес, улицу по улицу, кућу по кућу. При томе, извршили су више убиства, палили куће, пљачкали и пустошили. Највише је страдао западни део Шапца – Камичак.
Прикупљени мушкарци, они који су сами дошли на зборна места и они који су окупаторски војници потерали приликом претреса, спроведени су на поље Михајловац, вашариште западно од линије Савски мост – Стари град, у троуглу између железничке пруге и пута. Предвече 24. септембра Шапчани су постројени и у колонама по пет сатерани преко моста на леву обалу Саве, у Кленак. На ливади, опкољени немачким и хрватским стражарима, Шапчани су провели две ноћи под отвореним небом. У сабирни логор код Кленка дотерани су 25. септембра разоружани жандарми, чиновници и група накнадно похватаних грађана. Према немачким изворима, укупно је стрељано током ове акције 47 Срба, а ухапшено је 4.410 Срба.

## Марш смрти
До 26. септембра 342. дивизија је устројила концентрациони логор код села Јарак у Срему. На крају села, лево од пута Шабац – Рума, једна велика пољана ограђена је бодљикавом жицом са неколико кула осматрачница на угловима, на којима су били немачки стражари са митраљезима. 26. септембра 1941. године пре подне издвојени су и пуштени кућама дечаци од 14 година, а остали Шапчани су постројени у колону по пет и усиљеним маршом спроведени за Јарак. Пут од 23 километара пређен је за четири часа тако да је скоро цела колона, нарочито зачеље, прешла овај пут у трку. Немачки војници и Хрвати – спроводници колоне – ишли су на камионима, коњима и бициклима. Изнемогле и неспособне Шапчане, који су падали од умора или заостајали, спроводници су успут све ликвидирали. По изјавама преживелих, на путу од Михајловца до Јарка ликвидирано је око 120 људи.
После вишедневног мучења жеђу, глађу, батинањем, пуцањем преко глава мештани села Јарка издејствовали су одобрење код команде концентрационог логора да могу похапшенима да пруже помоћ. Вода, коју су им сељаци из Јарка на колима доносили од 28. септембра, спасила је од смрти многе Шапчане. Град Шабац је тих дана био сабласано пуст. Немци су похапшене становнике вратили 30. септембра 1941. године у Шабац, у новоуспостављени концентрациони логор, који је по наређењу Врховног заповедника Србије, генерала Франца Бемеа отворен у шабачкој јужној касарни, да би почетком октобра 1941. године стрељали у Шапцу око 2.100 талаца - Срба, Јевреја и Рома.

## Меморијал
Захвални Шапчани су мештанима Јарка на улазу у село подигли чесму са натписом:

за воду

за љубав

за братство

1941

Захвални шапчани

У знак сећања од 1982. године традиционални међународни пливачки маратон Шабац-Јарак се плива као меморијална трка под називом „Трка мира“. Пливачки маратон реком Савом дужине 18 километара и 800 метара организује се сваке године и манифестација је пријатељства између житеља Шапца и Јарка.